# 薩爾吉爾河
45°38′53″N 35°00′22″E / 45.64806°N 35.00611°E
薩爾吉爾河（羅馬化：Salhyr，羅馬化：Salgir），又按烏克蘭語音譯為薩爾希爾河，是克里米亞半島最长的河流。河道全長232公里，發源自恰特爾山的泉口，流经克里米亚共和国首府辛菲罗波尔，最終注入錫瓦什湖，流域面積3,750平方公里，平均流量为0.96立方米每秒（辛菲罗波尔测得）；1.20立方米每秒（距离入海口36公里的村庄德沃里齊亞）。

## 历史
在公元前2世纪到公元1世纪，曾有小斯基泰人在萨尔吉尔河畔建起都城尼亚波利斯（Neapolis）。
第五次俄土战争期间的1737年7月，俄罗斯帝国军队曾在萨尔吉尔河击败克里米亚汗国。普希金亦曾在长篇诗歌《巴赫奇萨赖的泉水》提到过萨尔吉尔河。
萨尔吉尔河在苏联时期为克里米亚半岛提供了灌溉用水。1951年至1955年，苏联工程师通过填筑致密重黏土团块的方法，在萨尔吉尔河河谷修建了辛菲罗波尔水库。

## 水文特征
萨尔吉尔河的平均坡度为1.93‰，在上游最高19‰，下游有比尤克-卡拉苏河汇入。
平均流量为0.96 m3/s（辛菲罗波尔）；1.20 m3/s（距离入海口36公里的村庄德武列奇耶）。另有资料称下游流量为2.5 m3/s。辛菲罗波尔测得的最大流量29.0 m3/s，最小流量0.071 m3/s；下游入海口测得最大流量9.66 m3/s，最小流量0.35 m3/s。在冬季，萨尔吉尔河的部分支流会结冰。
按照B·D·查依科夫提出的苏联河流一般分类法，萨尔吉尔河属于雨洪河，春季水量丰沛，夏、秋季水量较少，其每月径流量分配如下表：
| 月份      | 1月 | 2月 | 3月 | 4月 | 5月 | 6月 | 7月 | 8月 | 9月 | 10月 | 11月 | 12月 |
| --------- | --- | --- | --- | --- | --- | --- | --- | --- | --- | ---- | ---- | ---- |
| 流量占比% | 10  | 10  | 18  | 15  | 11  | 6   | 7   | 3   | 2   | 3    | 5    | 10   |

尽管彼得大帝曾在1701年颁布法令，禁止砍伐河岸的森林，但水土流失现象在萨尔吉尔河仍存在。萨尔吉尔河的含沙度从上游的120 g/m3下降到下游的20 g/m3。2015年，萨尔吉尔河被评为“污染水”，其污染物包括铜化合物（平均超标2-3倍，最高超标4-6倍）和有机氯杀虫剂，其水中溶氧量亦不足，仅为3.52 mg/L。

## 支流
主要支流是比尤克-卡拉苏河，此外还有朱马河、库尔茨河、塔韦勒河、小萨尔吉尔河、别什捷列克河、祖亚河、布鲁利恰河、斯拉夫扬卡河、库楚克-卡拉苏河和卡赞卡河。

## 图集

萨尔吉尔河
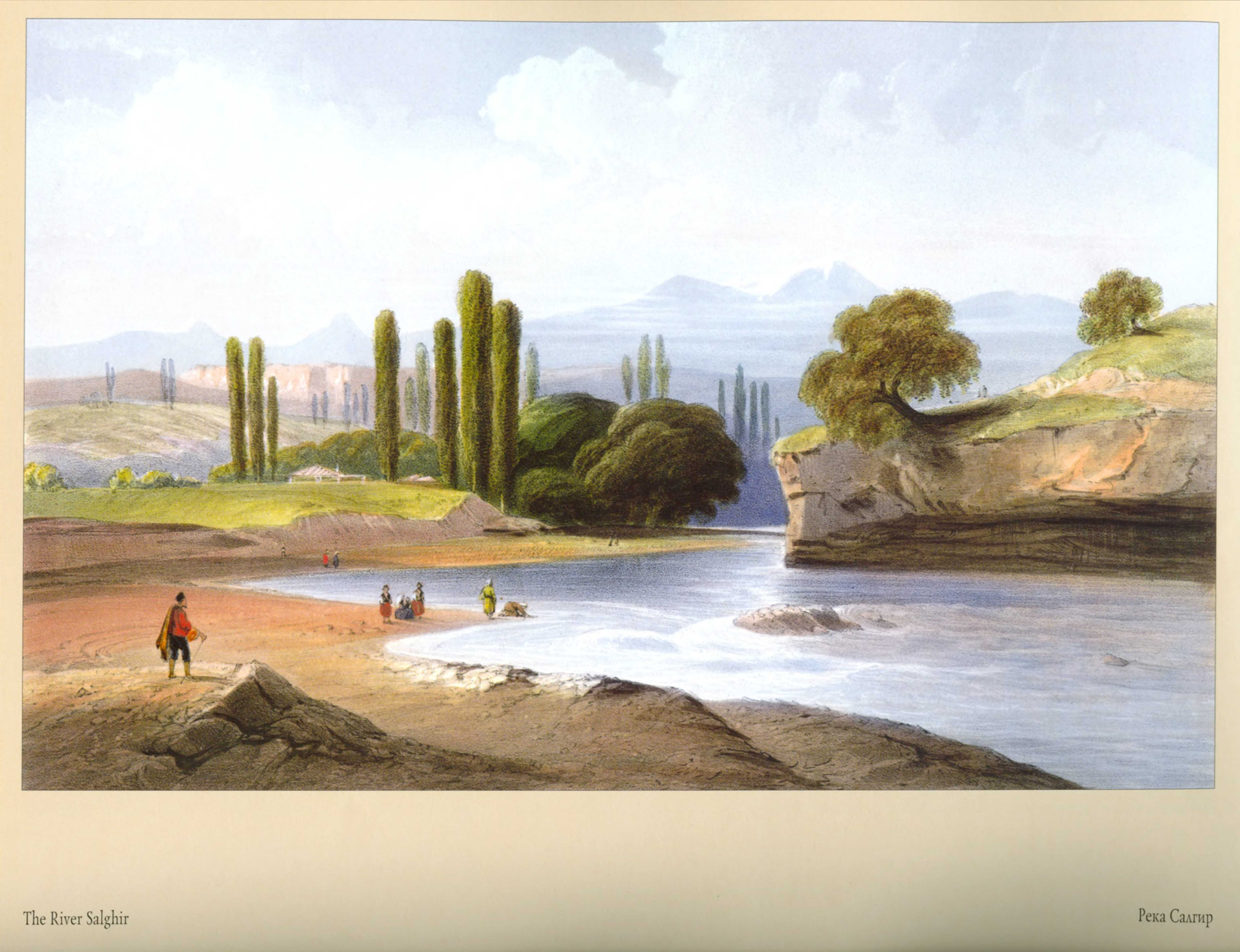
1856年的画作
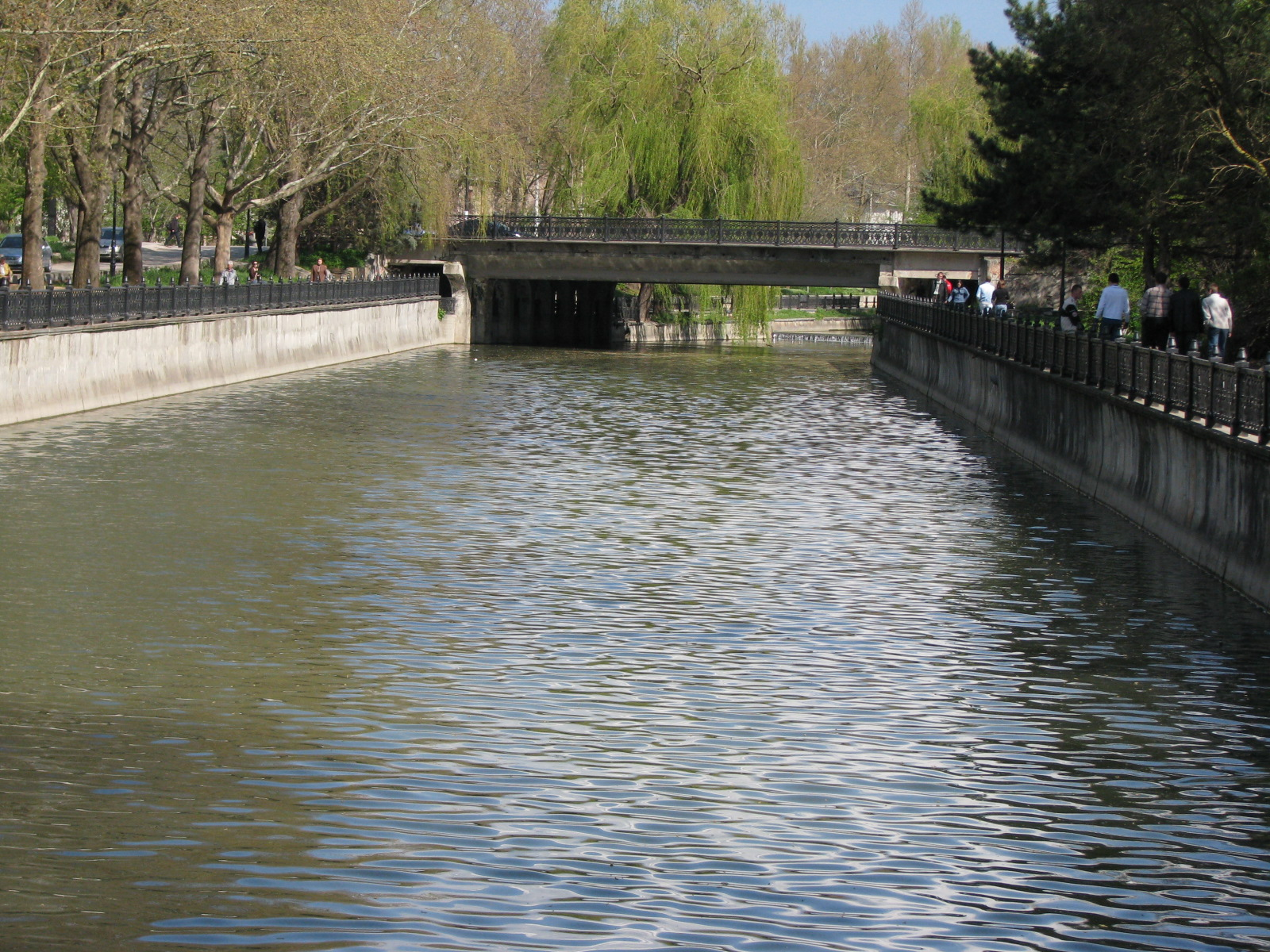
流经辛菲罗波尔，右同
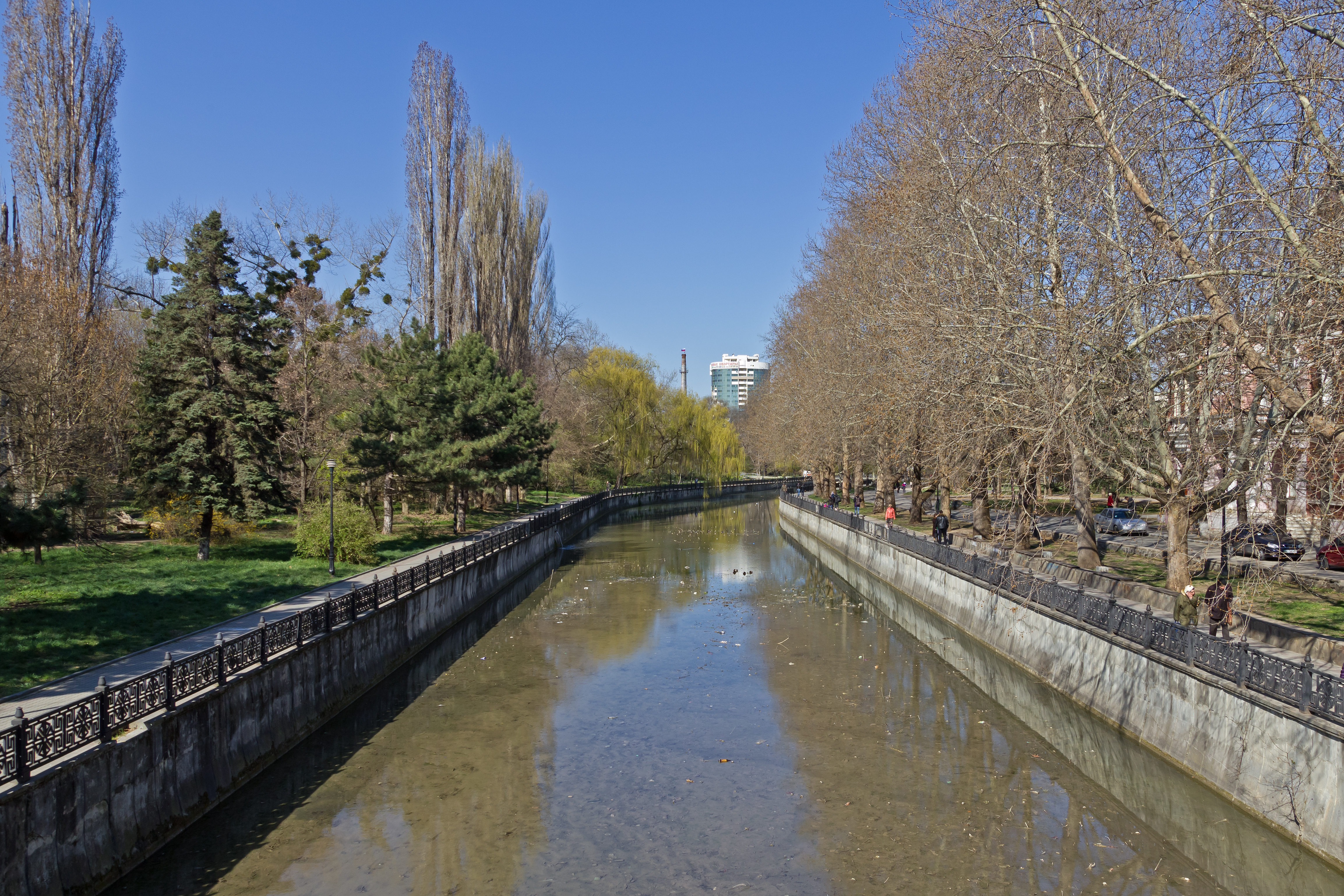
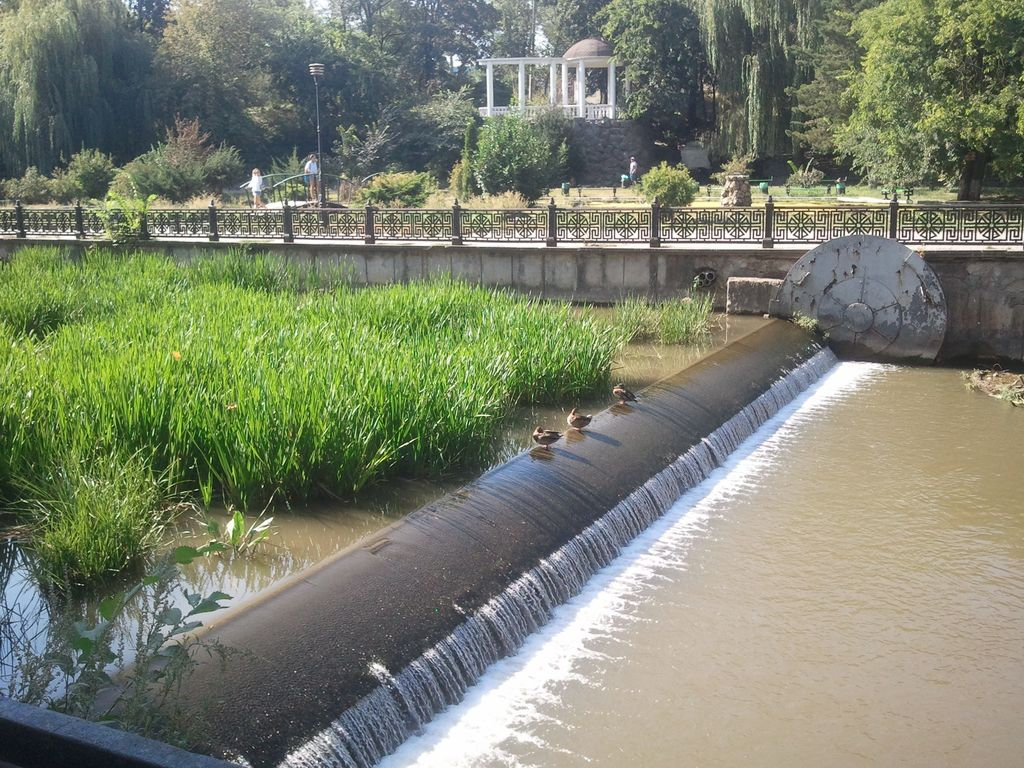